# Plafond salarial NBA
Le plafond salarial NBA ou salary cap NBA est la masse salariale maximale autorisée pour les franchises jouant en NBA, championnat américain de basket-ball.
Le montant total du plafond salarial NBA varie. Son augmentation est calculée selon un pourcentage des revenus du championnat la saison précédente. Le montant du Salary Cap s’élève pour la saison 2018-2019 à 101 millions de dollars. Le principal objectif du plafond salarial NBA est de maintenir une concurrence entre les franchises NBA. En effet, pour maintenir cette concurrence entre les franchises, celles dépassant ce Salary Cap se voient payer une taxe de pénalité appelée Luxury Tax.

## Convention collective
La convention collective (Collective Bargaining Agreement en anglais, ou CBA) est un contrat entre la NBA (le commissionnaire et les 30 propriétaires de franchises) et l'association des joueurs de la NBA. Cette convention est devenue obligatoire pour qu'une rencontre de NBA ait lieu. Le contrat comprend les règles des contrats des joueurs, des transferts, de la redistribution des revenus du championnat, de la draft et évidemment du plafond salarial NBA.
Un projet de nouvel accord valable jusque 2024 est décidé en décembre 2016 avec un partage des revenus équivalent (entre 49 et 51 %), mais le salaire moyen à 8,5 millions de dollars contre 5 millions en 2016 grâce à la revalorisation des contrats rookie, des exceptions et des différents minima salariaux. Elle prévoit l’instauration d’un contrat « Designated veteran player », sous la forme du « Designated Player » (contrat maximum de cinq ans équivalent à 35 % du plafond salarial proposé aux joueurs en sortie de contrat rookie. Les effectifs passeront de 15 joueurs maximum à 17, les deux places vacantes étant destinées à des contrats mixtes pour des joueurs amenés à faire des allers-retours en D-League. Ainsi, leur salaire variera selon la ligue où ils jouent et seront indexés sur le minimum salarial en NBA ou la base d’un salaire annuel de 75 000 dollars quand ils seront en D-League. Pour réduire les semaines trop chargées, la saison débutera donc une semaine plus tôt. Afin de soutenir les joueurs retraités, la NBA et le syndicat se sont aussi mis d’accord pour offrir une assurance santé aux joueurs dès le janvier 2017 pour tous les joueurs ayant trois ans ou plus d’expérience.

## Plafond salarial

### Soft cap
Le plafond salarial de la NBA est un soft cap car il est permis aux franchises de dépasser ce plafond selon différentes exceptions. Cependant, en cas de dépassement, les franchises doivent payer une amende. Certains propriétaires souhaiteraient la mise en place d'un hard cap (comme en NFL ou dans la LNH), qui est un plafond salarial que l'on ne pourrait sous aucune condition dépasser. Les joueurs de NBA ont jusqu'ici toujours refusé l'idée d'un hard cap.

### Salaires maximum
Les maximum salariaux de la NBA sont fixés en fonction de l'expérience du joueur dans le championnat et du plafond salarial global. Les joueurs ayant moins de 6 ans d'expérience en NBA ne peuvent pas gagner plus de 25 % de la masse salariale totale, cela augmente à 30 % pour les joueurs ayant entre 7 et 9 années d'expériences et à 35 % pour les joueurs ayant dix saisons d'expérience.

### Salaires maximum des recrues
Chaque recrue (rookie en anglais) de NBA ne peut signer qu'un contrat de deux ans (avec option pour la franchise de renouveler le contrat deux années supplémentaires). Le salaire dépend du choix des recrues dans la Draft de la NBA. Le premier choix gagne plus que le deuxième, le deuxième plus que le troisième...

### Luxury tax
La masse salariale de la NBA est régulée par une luxury tax. Cette taxe concerne les franchises qui ont une masse salariale supérieure à un seuil fixé par la NBA et appelé luxury tax.
| En $                   | Montant de la taxe                    |
| ---------------------- | ------------------------------------- |
| De 0 à 5 millions      | 1,5 dollar par dollar au-dessus       |
| De 5 à 10 millions     | 1,75 dollar par dollar au-dessus      |
| De 10 à 15 millions    | 2,5 dollar par dollar au-dessus       |
| De 15 à 20 millions    | 3,25 dollar par dollar au-dessus      |
| Au-delà de 20 millions | 0,5 dollar de plus pour chaque palier |

## Évolution du plafond salarial
Les tableaux suivants montrent l'évolution du plafond salarial et du salaire moyen des joueurs NBA depuis l'introduction du plafond salarial en 1984
| Plafond salarial | Salaire moyen par joueur |